# William Gaskill
William Gaskill, detto Bill (Shipley, 24 giugno 1930 – Londra, 4 febbraio 2016), è stato un regista teatrale britannico.
Lavorò a lungo con Laurence Olivier al National Theatre.
Nel 1962 diresse per la Royal Shakespeare Company un Cimbelino con Vanessa Redgrave. Fu direttore del Royal Curt Theatre dal 1965 al 1972. Lì diresse prime di drammi di David Hare, John Arden, Edward Bond e Arnold Wesker.
Fece inoltre conoscere Bertolt Brecht al grande pubblico inglese.
Nel 1974 fondò con David Hare, Max Stafford-Clark e David Aukin la Joint Stock Theatre Company.
È stato membro della RADA.